# میسا کوروکی
میسا کوروکی (انگلیسی: Meisa Kuroki؛ زادهٔ ۲۸ مهٔ ۱۹۸۸) هنرپیشه، مانکن و خواننده اهل ژاپن است. از فیلم‌هایی که وی در آن نقش داشته است، می‌توان به وکسیل و کلاغ‌ها: قسمت صفر اشاره کرد.